# دنيس موراي
دنيس موراي (بالإنجليزية: Dennis Murray)‏ هو سياسي أمريكي، ولد في 25 مايو 1962 في ساندوسكي في الولايات المتحدة. حزبياً، نشط في الحزب الديمقراطي. وقد انتخب عضو مجلس نواب أوهايو.